# Salvador Paruzzo
Dom Salvador Paruzzo, (Montedoro, Província de Caltanissetta, 15 de outubro de 1945) é um sacerdote católico italiano, primeiro bispo da Diocese de Ourinhos, atualmente é emérito.
D. Salvador realizou os estudos para o sacerdócio no Seminário Episcopal de Caltanisseta: Filosofia de 1961-1964, e Teologia de 1964-1969. Foi ordenado sacerdote por Dom Francisco Monaco, no dia 29 de junho de 1969. Na Diocese de Caltanissetta foi vigário em 1969, na Paróquia Santa Luzia em Caltanissetta, assistente diocesano dos Juniores da Ação Católica; em 1970 participou da Escola Sacerdotal do Movimento dos Focolares em Grottaferrata (Roma); em 1973 foi vigário na Paróquia de Santa Bárbara (Terrapelata) em Caltanissetta; em 1974 Arcipreste na Paróquia Matriz de Nossa Senhora do Rosário em Montedoro; em 1976 Arcipreste na Paróquia Matriz de São Ludovico em Mussomeli e Delegado do Movimento Paróquias Novas para toda a Sicília.
Como missionário Fidei Donum foi enviado por Dom Alfredo Maria Garcia de Caltanissetta ao bispo de Piracicaba, Dom Aniger Maria de Melillo. Durante os 10 anos em que atuou na Diocese de Piracicaba, foi vigário na Paróquia de São Pedro (Vila Rezende), em 1979, e com o novo bispo Dom Eduardo Koaik trabalhou como Diretor Espiritual dos seminaristas de filosofia da diocese, em 1980. Foi animador diocesano da Pastoral Vocacional, Delegado do Movimento Paróquias Novas para os Estados de São Paulo, Minas Gerais, Goiás e Rio de Janeiro. Em 1984 foi Reitor do Seminário Teológico da Diocese e Vigário na Paróquia São José em Santa Bárbara d’Oeste, além de ser membro do Conselho dos Presbíteros. Na Diocese de Osasco, com o bispo Dom Francisco Manuel Vieira, atuou como Vigário na Paróquia Nossa Senhora das Graças em Vargem Grande Paulista. Foi membro do Conselho de Presbíteros, membro da equipe diocesana de formação permanente do clero, assistente na Mariápolis Araceli (agora Gineta), delegado dos sacerdotes responsável pela Escola Sacerdotal, diretor da revista "Perspectivas de Comunhão" e membro da redação da revista "Cidade Nova".
No dia 15 de dezembro de 1998 o Papa João Paulo II erigiu a nova Diocese de Ourinhos, com território desmembrado da Arquidiocese de Botucatu e das Dioceses de Assis e Itapeva. Padre Paruzzo foi nomeado primeiro bispo da nova Diocese. No dia 30 de dezembro de 1998 a Santa Sé tornou pública a nomeação e, no dia 19 de março, Dom Salvador Paruzzo foi ordenado bispo na Mariápolis Araceli pelo Arcebispo de Botucatu Dom Antonio Maria Mucciolo, tomando posse da nova Diocese em 21 de março.